# Kawasaki VN

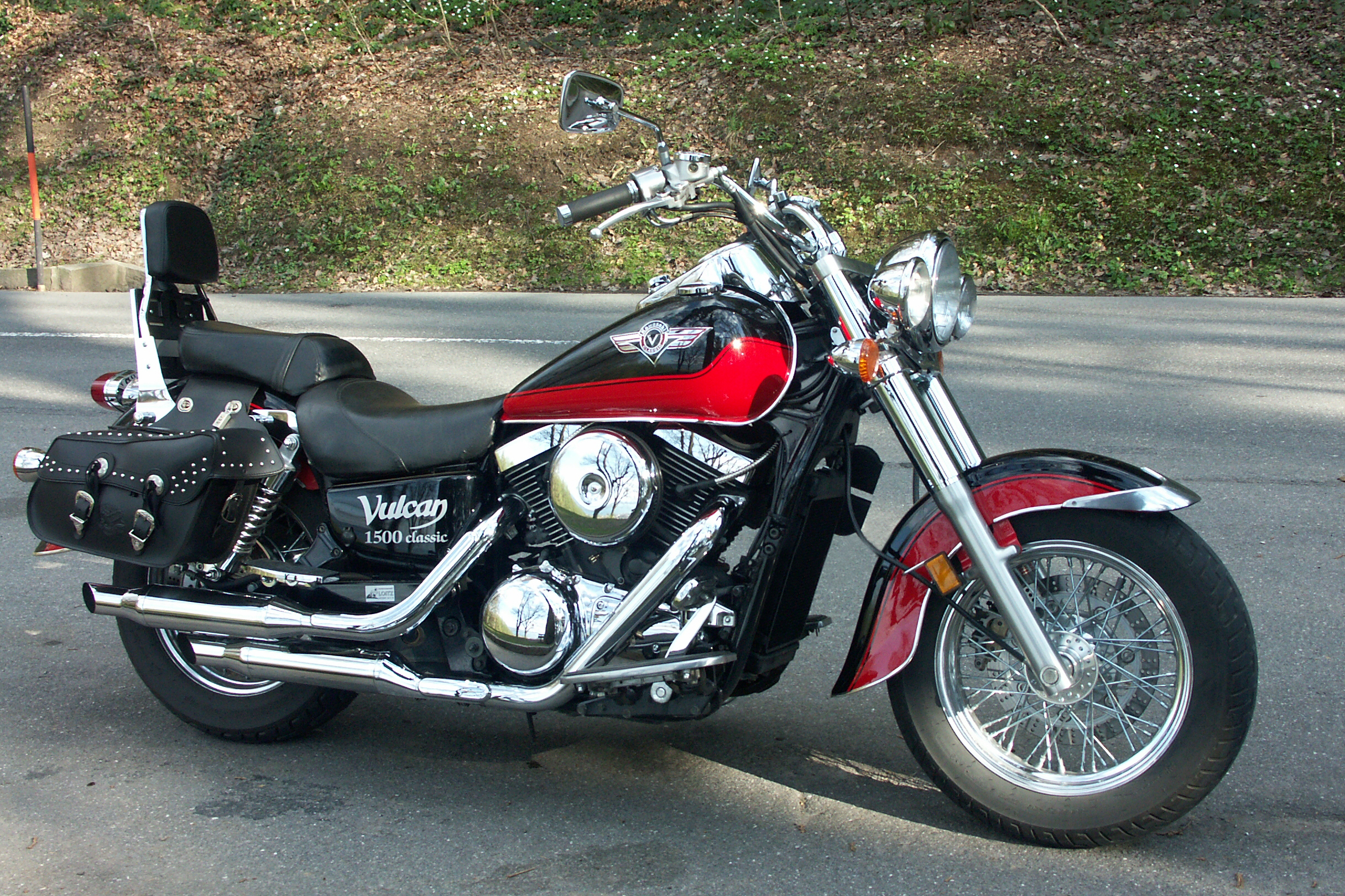
VN 1500 Classic (Bj. 1996)

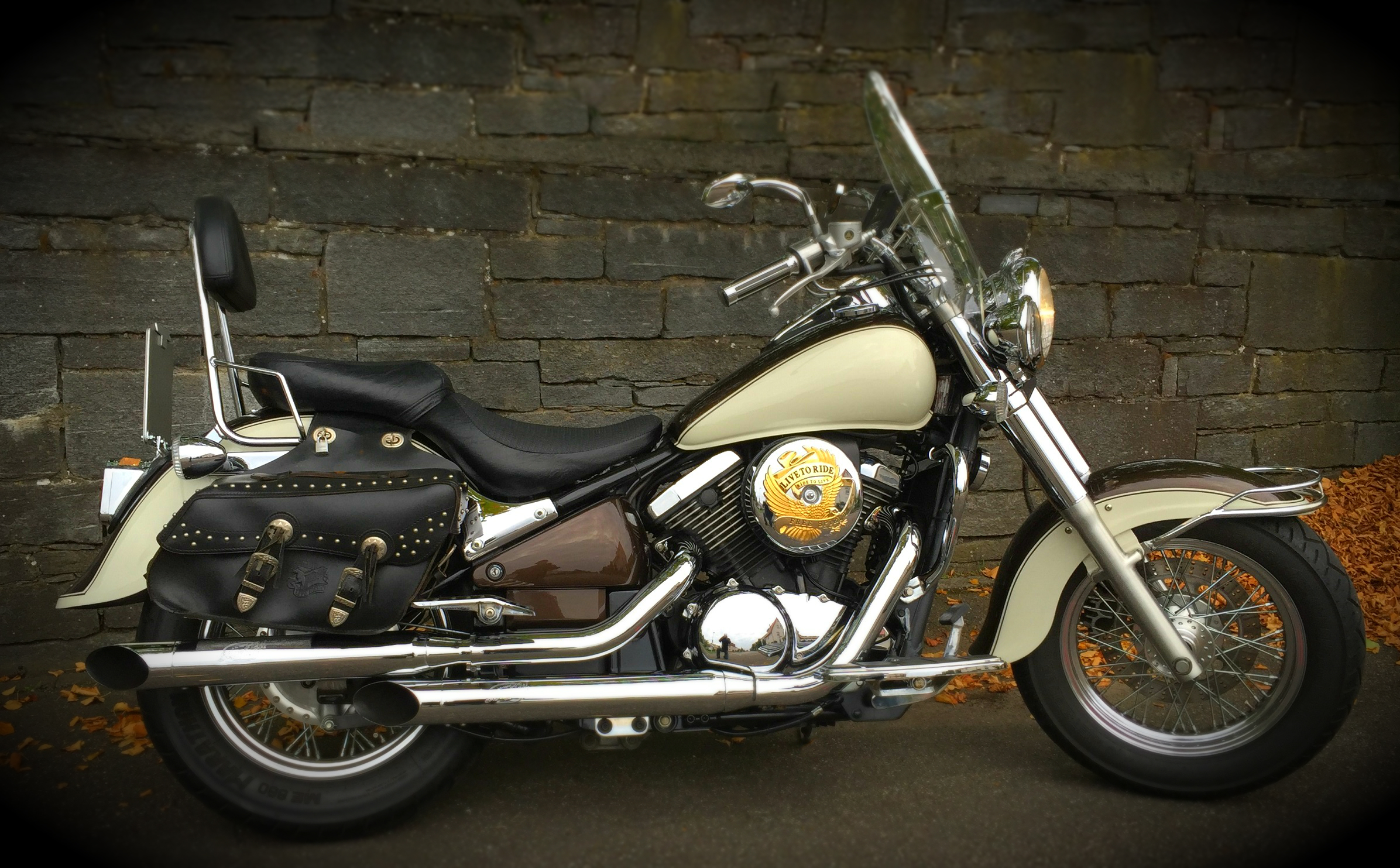
VN 800 Classic (Bj. 1997)

VN („Vulcan“) ist eine Motorradbaureihe von Kawasaki, die 1986 mit der VN 750 begann und heute noch als VN 900 und VN 1700 fortbesteht. Alle Modelle (mit Ausnahme der Vulcan S) haben einen Zweizylinder-V-Motor.

## Modelle
Die Baureihe umfasst die folgenden Modelle:
- VN 750
- VN 800
  - VN 800 A
  - VN 800 Classic
  - VN 800 Drifter
- VN 900 (mit Riemenantrieb)
- VN 1500
  - VN 1500 Classic
  - VN 1500 Mean Streak
  - VN 1500 Classic Tourer
- VN 1600
  - VN 1600 Classic
  - VN 1600 Mean Streak
  - VN 1600 Classic Tourer
- VN 1700
  - VN 1700 Classic
  - VN 1700 Classic LT
  - VN 1700 Voyager
  - VN 1700 Voyager Custom
  - VN 1700 Nomad
  - VN 1700 Vaquero
- VN 2000

- Vulcan S (~650 cm³, R2-Motor)

### VN 750

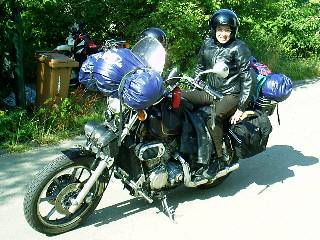
VN 750

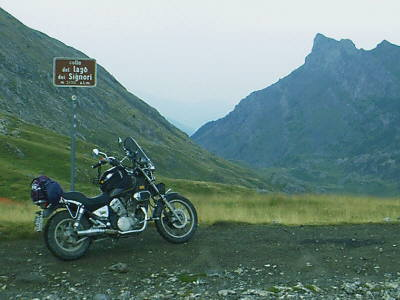
VN 750

VN 750, die „kleine“ Vulcan der VN-Reihe wurde von 1986 bis 1995 in Europa und bis 2006 in den USA angeboten.
Die VN 750 A (US-Modell) erschien 1986 als Nachfolgerin der VN 700 und setzte die Vulcan-Reihe fort, durfte mit diesem Namen jedoch nicht in Deutschland verkauft werden. Das deutsche Modell (VN 750 D) wurde im Gegensatz zur US-Version gedrosselt angeboten. Wenn sie auch wie ein Chopper (Motorrad) aussieht, hat sie Kardanantrieb und ihr wassergekühlter Motor vier obenliegende Nockenwellen, Hydrostößel, vier Ventile, eine Doppelzündung und eine eher sportliche Auslegung.
In Deutschland wurde die VN 750 1995 durch die VN 800 abgelöst, da sich in diesem Markt der Cruiser-Look mit retrostilistischen Elementen durchsetzte.
- Motor
  - Motor: 4 Takt, Zweiylinder-V-Motor, DOHC, 4 Ventile
  - Bohrung × Hub: 84,9 × 66,2 mm
  - Hubraum: 749 cm3
  - Verdichtung: 10,3:1
  - Motorleistung (USA/D): 67/50 PS bei 7500/min
  - Drehmoment max.: 56 Nm bei 3000/min

- Abmessungen L/B/H: 2310/860/1235 mm
  - Radstand: 1585 mm
  - Bodenfreiheit: 135 mm
  - Sitzhöhe: 750 mm

- Fahrwerk
  - Leergewicht: 241 kg
  - Radlast vorn/hinten (leer): 110 kg/131 kg
  - Nachlauf: 127 mm
  - Nachlaufwinkel: 32 Grad
  - Bereifung vorn/hinten: 100/90-19 / 150/90-15
  - Federweg vorn/hinten: Telegabel 150 / Schwinge 90 mm

- Tankinhalt: 13,5 l

### VN 800
1995 präsentierte Kawasaki die VN 800 A, die als Chopper gebaut ist. Als Vorbild diente die Harley-Davidson Softail. Der Motor ist ein flüssigkeitsgekühlter 2-Zylinder-Viertakt-V-Motor. Der Hubraum beträgt 805 cm³, die Nennleistung 40,5 kW bei 7000/min. Die Gemischaufbereitung erfolgt durch einen Vergaser mit 36 mm Querschnitt. 5 Gang-Getriebe, das Hinterrad wird von einer Rollenkette angetrieben. Das Vorderrad wird von einer Einfach-Scheibenbremse verzögert, hinten arbeitet eine Trommelbremse. Der Federweg vorne ist 150 mm, hinten beträgt er 120 mm. Das Leergewicht ist 242 kg, der Tank fasst 15 Liter, und die Höchstgeschwindigkeit wird mit 160 km/h angegeben. Es war auch eine versicherungsgünstige Variante mit 34 PS lieferbar. Der Neupreis betrug 13.990 DM;
1996 wurde die VN-800-Modellreihe mit dem Classic-Modell erweitert. Ein geändertes – jetzt kleineres und breiteres – Vorderrad, leicht veränderte Gabel und Gabelbrücke sowie ein paar kleinere kosmetische Veränderungen machten den Chopper zum Cruiser. Als Vorbild diente die Harley-Davidson Heritage Softail. Im Jahr 1999 wurde die Modellreihe durch die VN 800 Drifter nochmals ergänzt. Mattes Aluminium und schwarze Farbe statt viel Chrom, und vor allem große, geschwungene, weit geschlossene Front- und Heckschutzbleche bestimmten das Modell. Vorbild für diesen Stil war ein altes Modell des Motorradherstellers Indian. 2006 wurde die Produktion der VN-800-Baureihe eingestellt. Sie wurde durch die in vielen Details geänderte VN 900 abgelöst.
→ Hauptartikel: Kawasaki VN 800

### VN 900

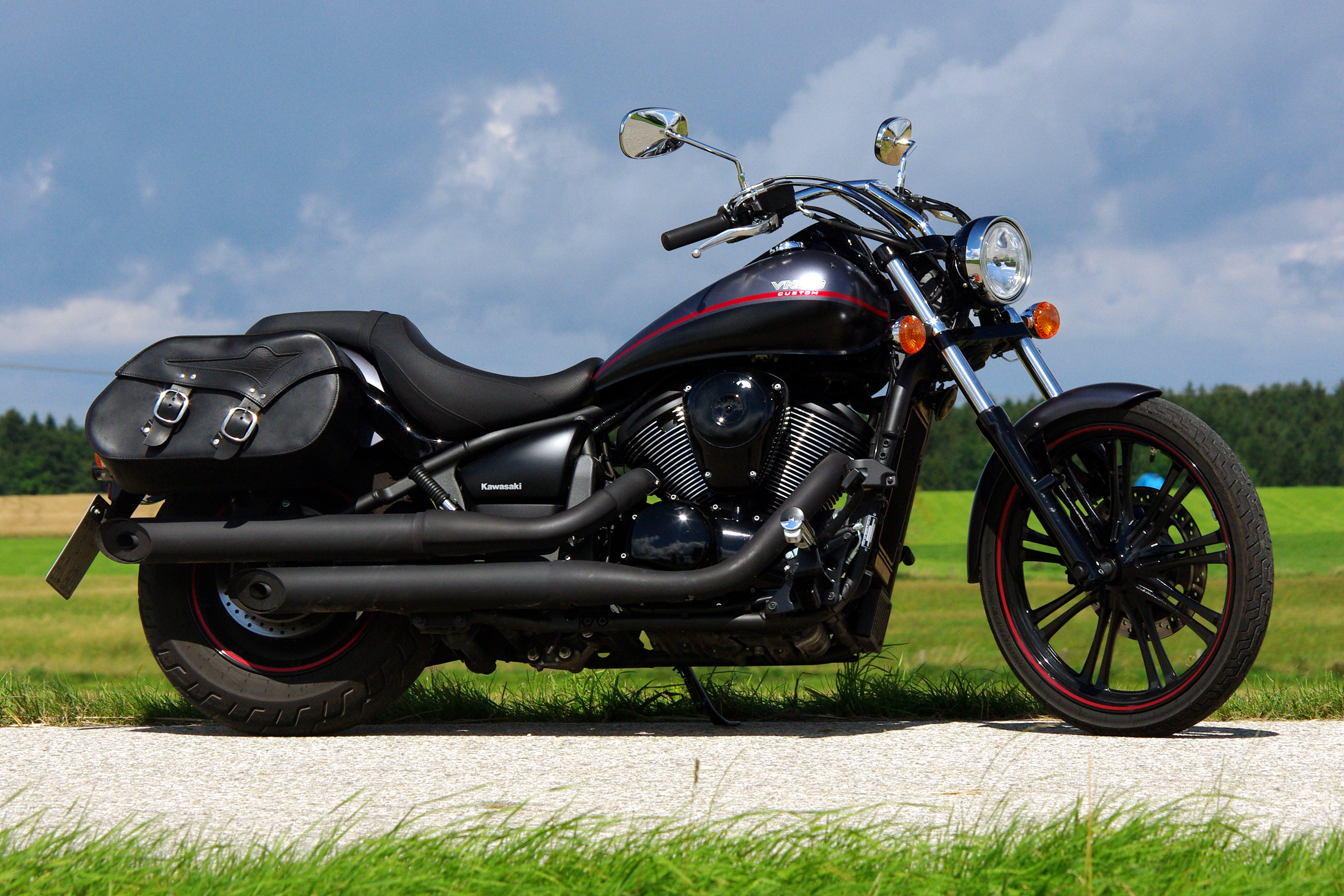
VN 900 Custom (Bj. 2014)

Technische Daten VN 900, Modelljahr 2006:
- Motor
  - Motortyp: Flüssigkeitsgekühlter Viertakt-V-Twin
  - Hubraum: 903 cm³
  - Maximale Leistung: 37 kW (50 PS) bei 5.700/min (Bj. 2014 / 48 PS)
  - Maximales Drehmoment: 78 Nm bei 3.700/min
  - Bohrung × Hub: 88 × 74,2 mm
  - Ventil-/Einlasssystem: SOHC, 8 Ventile
  - Kraftstoffzufuhr/Vergaser: Einspritzanlage: ø 34 mm × 2 mit doppelten Drosselklappen
  - Zündung: Digital
  - Starter: Elektro
  - Getriebe: 5-Gang

- Fahrwerk
  - Rahmentyp: Doppelschleifenrahmen aus hochfestem Stahl
  - Nachlaufwinkel/Nachlauf: 32° / 164 mm
  - Radaufhängung, vorn: 41-mm-Telegabel
  - Radaufhängung, hinten: Uni-Trak
  - Federweg, vorn: 150 mm
  - Federweg, hinten: 100 mm
  - Reifen, vorn: 130/90-16M/C 67H
  - Reifen, hinten: 180/70-15M/C 76H
  - Bremse, vorn: 300-mm-Einscheibenbremse, Doppelkolben
  - Bremse, hinten: 270-mm-Einscheibenbremse, Doppelkolben
  - Lenkwinkel, links / rechts: 38° / 38°
  - Radstand: 1650 mm

- Tankinhalt: 20 Liter
- Scheinwerfer automatisch Ein (AHO): Ja
- Übereinstimmung mit EU-Abgasnorm: EURO 4

### VN 1500
Vergleich Technische Daten
| Modell                 | Classic                                                      | Classic Tourer                                               | Classic Tourer FI                                            | Mean Streak                                                  |
| ---------------------- | ------------------------------------------------------------ | ------------------------------------------------------------ | ------------------------------------------------------------ | ------------------------------------------------------------ |
| Baujahre               | 1996–1998                                                    | 1996–2000                                                    | 2000–2003                                                    | 2002–2003                                                    |
| Motortyp               | Zweizylinder-Viertakt-V-Motor, eine obenliegende Nockenwelle | Zweizylinder-Viertakt-V-Motor, eine obenliegende Nockenwelle | Zweizylinder-Viertakt-V-Motor, eine obenliegende Nockenwelle | Zweizylinder-Viertakt-V-Motor, eine obenliegende Nockenwelle |
| Kühlung                | Flüssigkeitskühlung                                          | Flüssigkeitskühlung                                          | Flüssigkeitskühlung                                          | Flüssigkeitskühlung                                          |
| Hubraum                | 1470 cm³                                                     | 1470 cm³                                                     | 1470 cm³                                                     | 1470 cm³                                                     |
| Bohrung × Hub          | 102 × 90 mm                                                  | 102 × 90 mm                                                  | 102 × 90 mm                                                  | 102 × 90 mm                                                  |
| Verdichtungsverhältnis | 8,6:1                                                        | 8,6:1                                                        | 9,0:1                                                        | 9,0:1                                                        |
| Ventile                | 8                                                            | 8                                                            | 8                                                            | 8                                                            |
| Maximale Leistung      | 47 kW {64 PS}/4.700/min                                      | 47 kW {64 PS}/4.700/min                                      | 48 kW {65 PS}/4.700/min                                      | 52 kW {72 PS}/5.500/min                                      |
| Maximales Drehmoment   | 112 Nm {11.4 kgf.m}/3.000/min                                | 112 Nm {11.4 kgf.m}/3.000/min                                | 113 Nm {11.5 kgf.m}/2.800/min                                | 114 Nm {11.6 kgf.m}/3.000/min                                |
| Gemischaufbereitung    | Vergaser, Keihin CVK-D40 x 1                                 | Vergaser, Keihin CVK40 x 1                                   | DFI (Digitale Kraftstoffeinspritzung)                        | DFI (Digitale Kraftstoffeinspritzung)                        |
| Zündsystem             | Transistorzündung                                            | Transistorzündung                                            | Transistorzündung                                            | Transistorzündung                                            |
| Zündverstellung        | Elektronisch (digital)                                       | Elektronisch (digital)                                       | Elektronisch (digital)                                       | Elektronisch (digital)                                       |
| Abmessung              |                                                              |                                                              |                                                              |                                                              |
| Länge                  | 2500 mm                                                      | 2510 mm                                                      | 2510 mm                                                      | 2410 mm                                                      |
| Breite                 | 965 mm                                                       | 960 mm                                                       | 980 mm                                                       | 850 mm                                                       |
| Höhe                   | 1100 mm                                                      | 1480 mm                                                      | 1430 mm                                                      | 1100 mm                                                      |
| Radstand               | 1660 mm                                                      | 1665 mm                                                      | 1665 mm                                                      | 1705 mm                                                      |
| Bodenfreiheit          | 125 mm                                                       | 135 mm                                                       | 135 mm                                                       | 125 mm                                                       |
| Sitzbankhöhe           | 700 mm                                                       | 720 mm                                                       | 720 mm                                                       | 700 mm                                                       |
| Leergewicht            | 310 kg                                                       | 349 kg                                                       | 335 kg                                                       | 289 kg                                                       |
| Tankinhalt             | 16 L                                                         | 16 L                                                         | 16 L                                                         | 17 L                                                         |
| Rahmen und Fahrgestell |                                                              |                                                              |                                                              |                                                              |
| Typ                    | Doppelschleifen-Rohrrahmen                                   | Doppelschleifen-Rohrrahmen                                   | Doppelschleifen-Rohrrahmen                                   | Doppelschleifen-Rohrrahmen                                   |
| Nachlaufwinkel         | 32°                                                          | 32°                                                          | 32°                                                          | 32°                                                          |
| Nachlauf               | 123 mm                                                       | 189 mm                                                       | 189 mm                                                       | 144 mm                                                       |
| Vorderreifen           | 130/90-16 67H                                                | 150/80-16 71H                                                | 150/80-16 71H                                                | 130/70R17 M/C 62H                                            |
| Hinterreifen           | 150/80-16 71H                                                | 150/80-16 71H                                                | 150/80-16 71H                                                | 170/60R17 M/C 72H                                            |
| Reifentyp              | mit Schlauch                                                 | Schlauchlos                                                  | Schlauchlos                                                  | Schlauchlos                                                  |
| Vorderradfederung      | Telegabel                                                    | Telegabel                                                    | Telegabel                                                    | Telegabel (Upside-down)                                      |
| Federweg               | 150 mm                                                       | 150 mm                                                       | 150 mm                                                       | 150 mm                                                       |
| Hinterradfederung      | Schwinge                                                     | Schwinge                                                     | Schwinge                                                     | Hinterradschwinge, Luft/Öl-Stoßdämpfer                       |
| Federweg               | 87 mm                                                        | 100 mm                                                       | 100 mm                                                       | 87 mm                                                        |
| Bremsen                |                                                              |                                                              |                                                              |                                                              |
| vorne                  | Einfach-Scheibenbremse                                       | Doppel-Scheibenbremse                                        | Doppel-Scheibenbremse                                        | Doppel-Scheibenbremse                                        |
| hinten                 | Einfach-Scheibenbremse                                       | Einfach-Scheibenbremse                                       | Einfach-Scheibenbremse                                       | Einfach-Scheibenbremse                                       |